# Wiesensches Haus

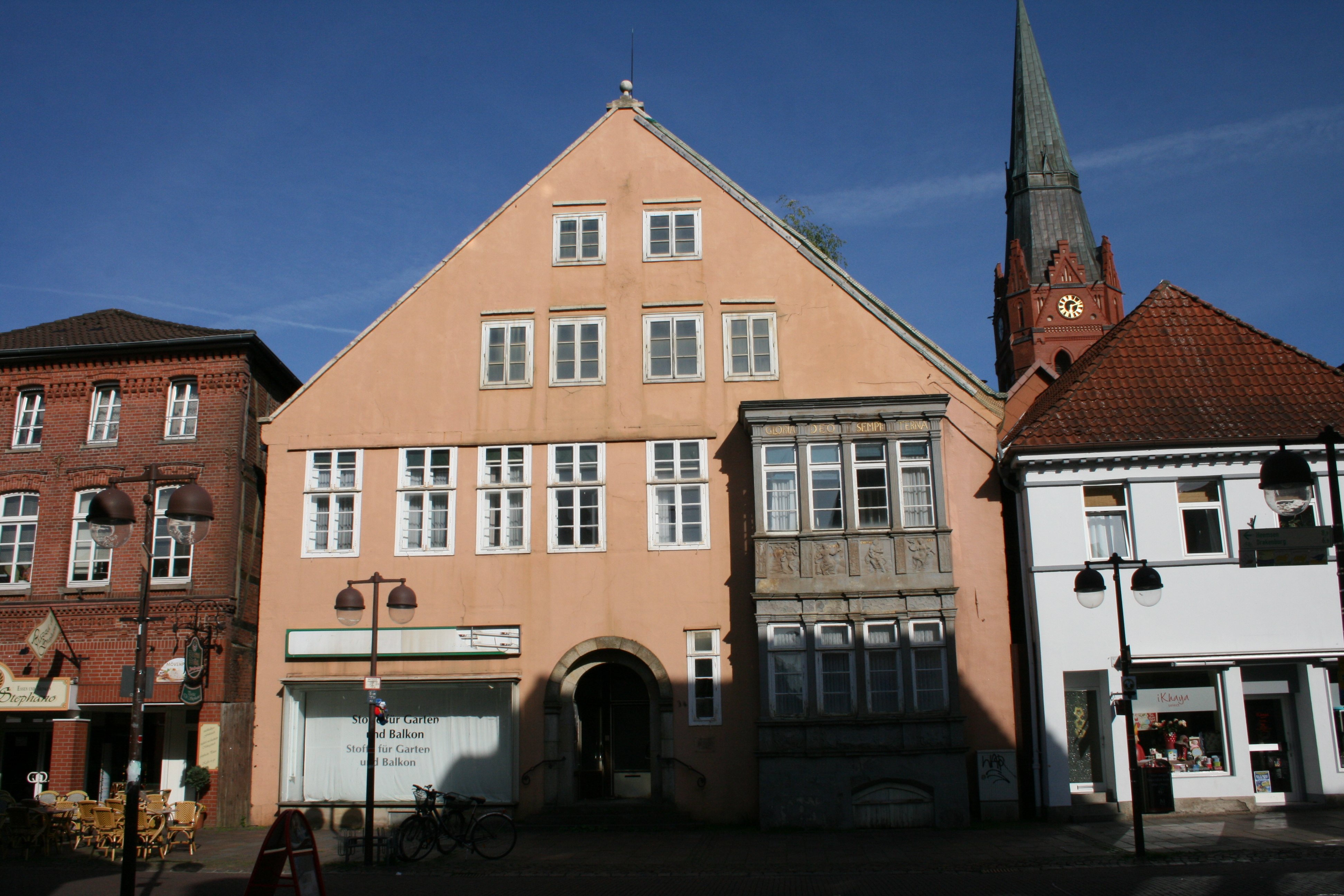
Das Wiesensche Haus vor dem Abriss, 2011

Das Wiesensche Haus war ein Bürgerhaus aus der Zeit der Weserrenaissance. Es befand sich in der Langen Straße 34 in Nienburg/Weser und wurde 2012 wegen Baufälligkeit abgebrochen. Die wertvolle Auslucht des Gebäudes blieb erhalten und wurde in den 2015 fertiggestellten Neubau integriert. 

## Lage
Das Wiesensche Haus stand an der Ostseite Langen Straße unweit des historischen Rathauses. Im Mittelalter und in der Frühen Neuzeit war die Lange Straße die wichtigste Straße der Stadt. Hier lebten vor allem wohlhabende Bürger und Kaufleute, die sich prächtige Wohnbauten errichten ließen. Als deren bedeutendstes Beispiel gilt heute – nach dem Verlust des Wiesenschen Hauses – das an der Ecke zur Weserstraße gelegene Haus Gödecke Schünemann. Die besondere Stellung des Wiesenschen Hauses innerhalb des Stadtgrundrisses wird dadurch deutlich, dass es sich unmittelbar gegenüber der Einmündung der Weserstraße in die Lange Straße befand. Somit war es das erste Gebäude an der Langen Straße, das die Reisenden wahrnahmen, die einst über die Weserbrücke in die Stadt gelangten.

## Baubeschreibung

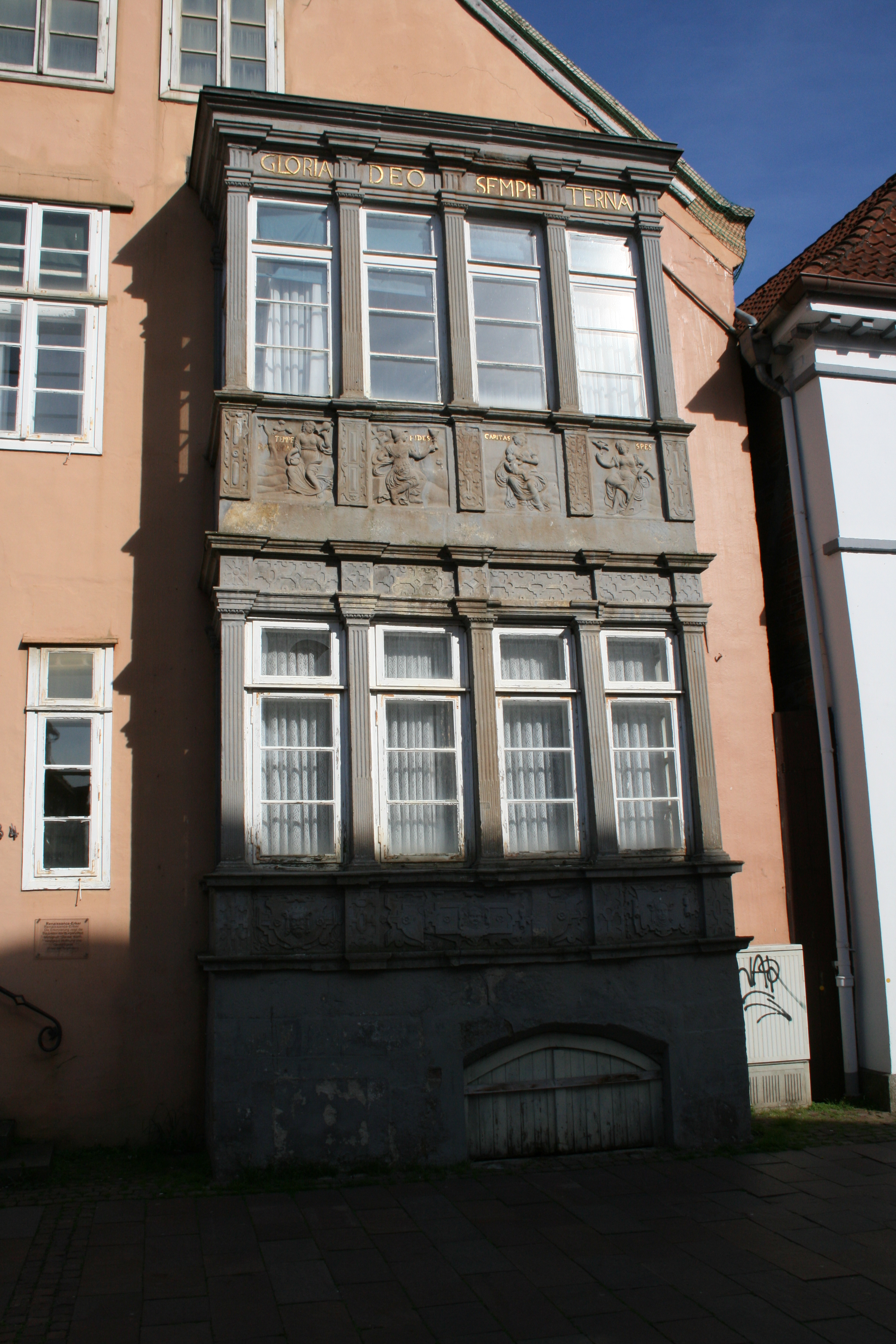
Auslucht des Hauses

Beim Wiesenschen Haus handelte es sich um ein zweigeschossiges Fachwerkhaus mit breitgelagerter Putzfront. Seinen Namen erhielt es nach dem Kaufmann Richard Wiesen, der hier lange Zeit ein Geschäft betrieb. Das Gebäude war 1549 bezeichnet und gehörte damit zu den ältesten Wohnbauten der Stadt Nienburg. In der Mitte der Straßenfassade befand sich ein erneuertes Rundbogenportal, das über eine Freitreppe erreichbar war. Die linke Gebäudehälfte wurde durch ein Schaufenster verunklärt, das man wohl zu Beginn des 20. Jahrhunderts eingebrochen hatte. Den oberen Abschluss bildete ein schlichter Dreiecksgiebel, der von einer Kugel bekrönt wurde. Wie der von Johannes Hamelmann angefertigte Plan der Stadt von 1634 zeigt, war der Giebel ehemals sehr viel aufwändiger gestaltet und mit Voluten verziert. Die Giebelgeschosse dienten wohl einst der Lagerung von Waren. Darauf deutete ein Kranbalken hin, der einst im oberen Teil des Giebels eingelassen war; zudem war eines der Giebelfenster türartig vergrößert, da es offenbar als Ladeluke diente.
Seine besondere Bedeutung verdankte das Gebäude dem eindrucksvollen, rechts vom Eingang befindlichen Standerker, der gegen Ende des 16. Jahrhunderts hinzugefügt worden sein soll. Durch das Anfügen dieses im niederdeutschen Sprachraum auch als Aus- oder Utlucht bezeichneten Standerkers und die aus Stein errichtete Fassade entstand der Eindruck, es handele sich um einen reinen Massivbau. Damit hob es sich deutlich von der seinerzeit vornehmlich aus Sichtfachwerk bestehenden Nachbarbebauung ab. Die Fensterpfosten der mit Masken und Beschlagwerk verzierten Utlucht hatte man als Pilaster gestaltet. Die Brüstungsreliefs waren mit Darstellungen der Tugenden (von links nach rechts gesehen) Mäßigkeit (TEMPERANTIA), Glaube (FIDES), Barmherzigkeit (CAPITAS), Hoffnung (SPES) und Gerechtigkeit (JUSTITIA) versehen. Als Vorbild diente wohl das entsprechende Bildprogramm der Utlucht am 1585 erneuerten Rathaus, das sich in Sichtweite des ehemaligen Wiesenschen Hauses befindet. Auf dem oberen Gebälk war die Inschrift GLORIA DEO SEMPITERNA (Gott sei ewige Ehre) angebracht. Der aus Sandstein bestehende Erker wurde zuletzt 1982/83  saniert und die graue Farbgebung anhand eines Befundes erneuert.
Zusammen mit den auf dem rückwärtigen Grundstück befindlichen Stallungen und Scheunen – die Nebengebäude umschlossen einen malerischen Innenhof – bildete das Haus ein für Nienburg einzigartiges bauliches Ensemble.

## Verfall und Abbruch

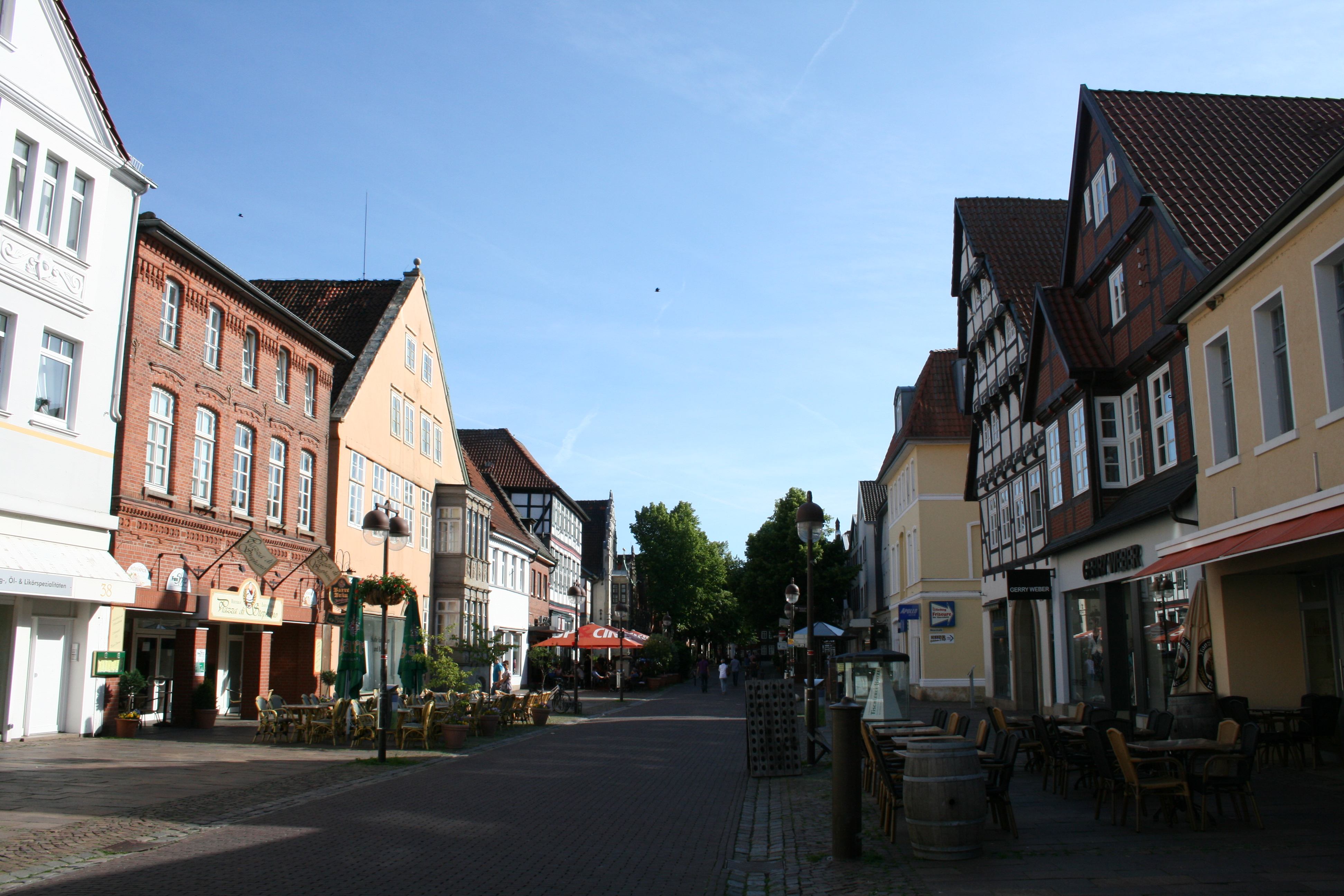
Das Wiesensche Haus (links) in der Langen Straße

Das Gebäude stand knapp 12 Jahre leer, verfiel allmählich und erlitt erhebliche Bauschäden. Der frühere Eigentümer meldete Insolvenz an, so dass das Anwesen 2010 versteigert wurde. Die neuen Besitzer beantragten 2011 unter Vorlage einer wirtschaftlichen Unzumutbarkeitsberechnung die Abbruchgenehmigung, die auch erteilt wurde. Im Frühjahr 2012 wurde das Haus abgebrochen, nachdem man zuvor die wertvolle Auslucht demontiert hatte. Über das Haus wurde eine umfassende baugeschichtliche Dokumentation angefertigt; ferner wurden auf dem Grundstück nach dem Abbruch archäologische Untersuchungen durchgeführt.
Da die bau- und kunstgeschichtliche Bedeutung des Gebäudes bis zuletzt nicht erkannt wurde – es war das mit Abstand bedeutendste noch erhaltene Renaissance-Bürgerhaus in Nienburg – konzentrierten sich die Erhaltungsbemühungen allein auf den Erker.

## Neubau

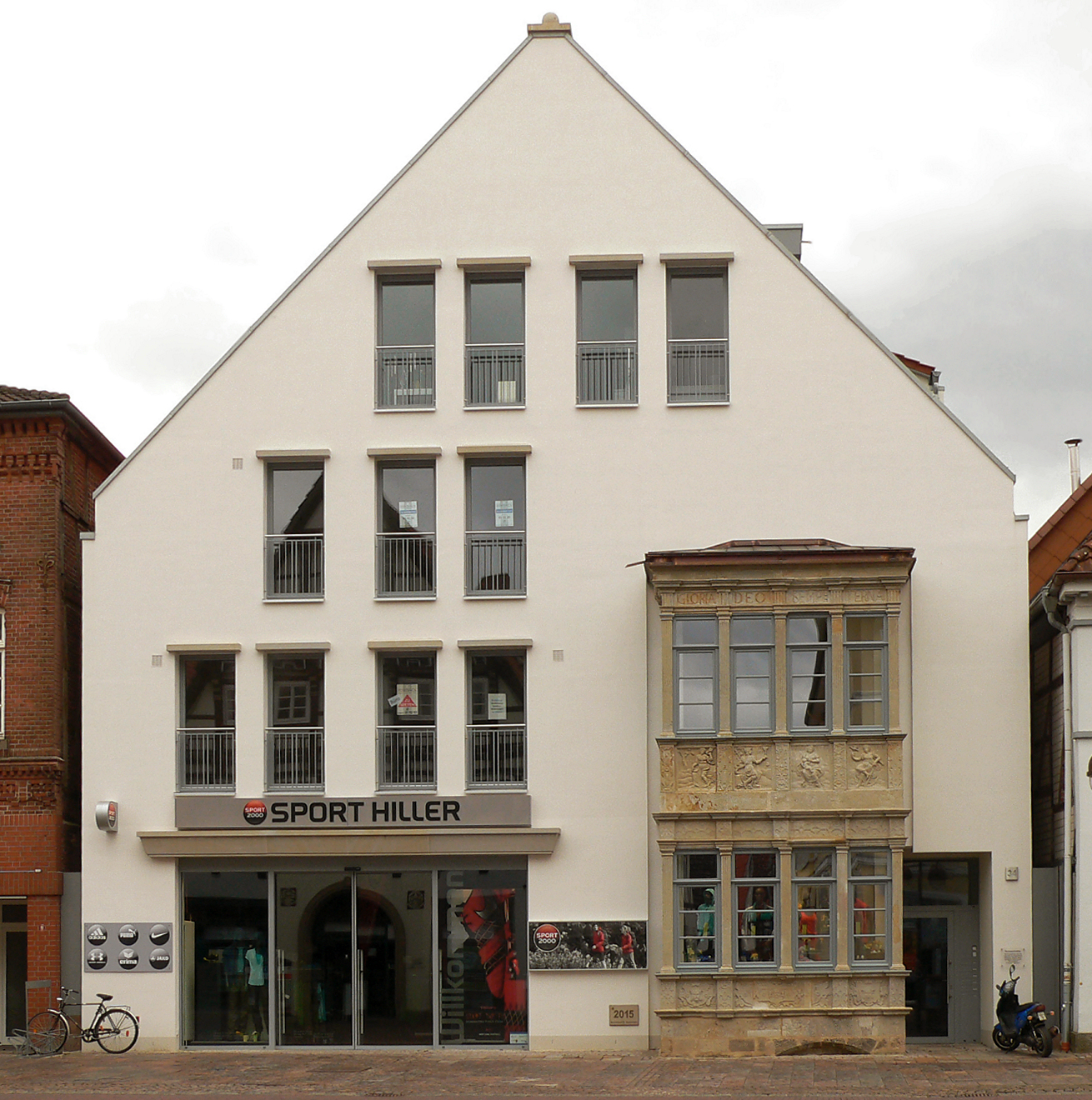
Neubau des Gebäudes mit der Utlucht, 2016

Im Herbst 2014 wurde auf dem Grundstück mit dem Neubau eines Wohn- und Geschäftshauses begonnen, das im Sommer 2015 fertiggestellt wurde. Der schlichte Putzbau mit Dreiecksgiebel lehnt sich nur grob an den historischen Vorgängerbau an. In die Fassade wurde die zuvor abgebaute Utlucht integriert, die jedoch – zugunsten eines neuen Hauseinganges – nach links verschoben wurde.  Beim Wiederaufbau wurde der Sockel der Utlucht zudem nicht in seiner ursprünglichen Höhe wiederhergestellt, so dass sich die Proportionen völlig verändert haben.